# A. P. J. Abdul Kalam

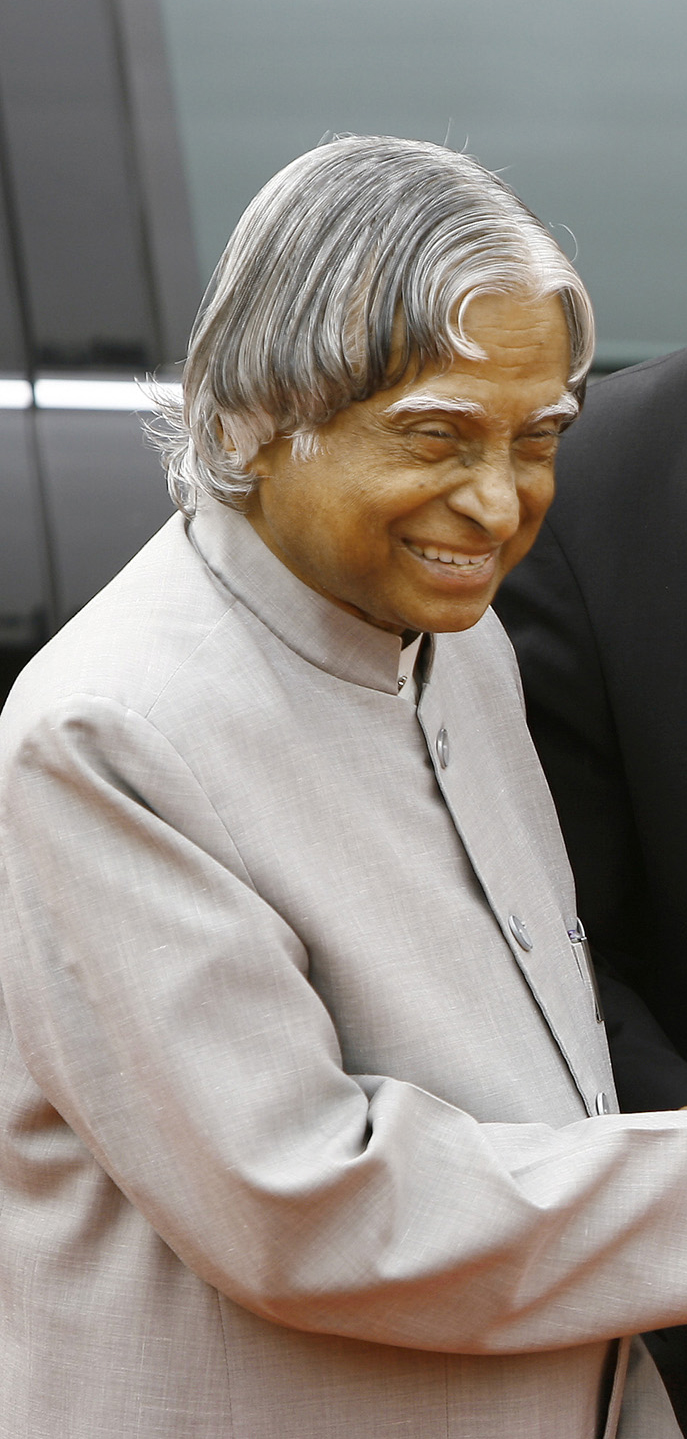
Abdul Kalam, 2007

A. P. J. Abdul Kalam (Avul Pakir Jainulabdeen Abdul Kalam; Tamil: ஏ. பி. ஜே. அப்துல் கலாம்; * 15. Oktober 1931 in Dhanushkodi, Präsidentschaft Madras; † 27. Juli 2015 in Shillong, Meghalaya) war ein indischer Raketeningenieur und Politiker. Kalam war vom 25. Juli 2002 bis zum 25. Juli 2007 elfter Präsident der Republik Indien und der dritte Muslim in diesem Amt.

## Leben
Der Sohn muslimischer Eltern wurde im Fischerdorf Dhanushkodi auf der Insel Rameswaram in der Palkstraße vor der Küste des heutigen Tamil Nadus geboren. Er studierte von 1950 bis 1954 am St. Joseph’s College, Tiruchirappalli Physik und von 1954 bis 1957 am Madras Institute of Technology (seit 1978 Teil der Anna University, Chennai) Luftfahrttechnik. Nach dem erfolgreichen Abschluss als Luftfahrt-Ingenieur bewarb sich Kalam zunächst erfolglos bei der indischen Luftwaffe. Im Jahr 1963 kam er über die Forschungs- und Entwicklungsorganisation des Verteidigungsministeriums (Defence Research and Development Organisation, DRDO) zur indischen Raumfahrt-Behörde, bei der er fast 20 Jahre arbeitete und an unterschiedlichen Projekten mitwirkte.
1982 wurde Kalam mit der Leitung des Raketenprogramms betraut und Direktor der DRDO. In den Folgejahren wurden fünf Großprojekte initiiert, deren Ergebnisse zum Synonym eines neuen indischen Selbstbewusstseins werden. Nag, Prithvi, Akash, Trishul und Agni heißen die Schöpfungen des „Vaters des indischen Raketenprogramms“, von denen sich vor allem Pakistan bedroht fühlt. Mit Agni, einer Mittelstreckenrakete, könnte aber auch China erreicht werden.
Im Mai 1998 winkte Kalam zusammen mit dem damaligen Verteidigungsminister George Fernandes und Ministerpräsident Atal Bihari Vajpayee triumphierend in die Kameras der Weltpresse; in der Wüste Rajasthans hatte Indien fünf unterirdische Kernwaffentests erfolgreich durchgeführt und wurde zur Atommacht. Kalam war maßgeblich an der Entwicklung der Trägersysteme für die Atomwaffen beteiligt.
Im November 1999 machte Premierminister Vajpayee den unverheirateten Kalam zum obersten Wissenschaftsberater der Regierung.
2002 wurde Kalam bei der Präsidentschaftswahl am 15. Juli 2002 durch die Abgeordneten des Zentralparlaments und der Landesparlamente (der hindunationalistischen BJP-Regierung) zum neuen Staatspräsidenten Indiens, der hauptsächlich repräsentative Aufgaben hat, gewählt. Er erhielt neunmal so viele Stimmen wie seine kommunistische Gegenkandidatin Lakshmi Sahgal.
Im Juli 2007 wurde Kalam als Präsident der Republik Indien von Pratibha Patil abgelöst. Er hatte sich nicht zur Wiederwahl gestellt. Im Vorfeld der Präsidentschaftswahl 2012 war sein Name als möglicher Kandidat erneut im Gespräch. Kalam sagte jedoch wegen mangelnder Aussichten auf eine erfolgreiche Kandidatur ab.
Seine Anhänger verehrten Kalam wegen seines grenzenlosen Patriotismus als einen „200-prozentigen Inder“. Seine Visionen waren ehrgeizig, beispielsweise wollte er Indien bis 2020 in die Runde der G8-Staaten führen. „Träume, träume, träume! Setze diese Träume in Gedanken um und handle“, ließ Kalam im Jahre 1998 verlauten.

## Tod
Abdul Kalam verstarb am 27. Juli 2015, nachdem er während einer Rede in Shillong zusammengebrochen war. Seit 2011 hatte es im Internet mehrfach Falschmeldungen über seinen Tod gegeben, zuletzt im Januar 2015.

## Auszeichnungen
Abdul Kalam wurde die Ehrendoktorwürde von mehr als 30 Universitäten verliehen. Er wurde mit den drei höchsten indischen Zivilorden ausgezeichnet – dem Padma Bhushan 1981, dem Padma Vibhushan 1990 und dem Bharat Ratna 1997.

## Veröffentlichungen
- India 2020: A Vision of the New Millennium. Penguin Books India, 1998, ISBN 0-670-88271-2
- Target 3 Billion. PURA: Innovative Solutions towards Sustainable Development. Gemeinsam mit Srijan Pal Singh. Penguin Books India, 2011, ISBN 978-0-14-341730-9